# Sporobolus interruptus
Sporobolus interruptus är en gräsart som beskrevs av George Vasey. Sporobolus interruptus ingår i släktet droppgräs, och familjen gräs. Inga underarter finns listade i Catalogue of Life.